# Testify (singel)
Testify – trzeci singel amerykańskiej grupy Rage Against the Machine z albumu The Battle of Los Angeles wydany w 2000.

## Lista utworów
1. „Testify [Album Version]” – 3:31
2. „Testify [Testifly Mix]” – 3:50
3. „Testify [Rowena Projects Mix]” – 4:23
4. „Guerrilla Radio [Live Version]” – 3:35
5. „Freedom [Live Version]” – 8:39